# Березівка Друга (Волгоградська область)
Березівка Друга (рос. Берёзовка 2-я) — хутір у Новоаннінському районі Волгоградської області Російської Федерації.
Населення становить 268 осіб. Входить до складу муніципального утворення Березовське сільське поселення.

## Історія
Хутір розташований у межах українського історичного та культурного регіону Жовтий Клин.
Згідно із законом від 21 грудня 2004 року № 970-ОД органом місцевого самоврядування є Березовське сільське поселення.

## Населення
| 2010 |
| ---- |
| 268  |